# Favela Rocks
Die Favela Rocks sind eine Gruppe von Felsvorsprüngen im westantarktischen Marie-Byrd-Land. In den Ford Ranges ragen sie 6 km nordwestlich des Mount June am nordwestlichen Ende der Phillips Mountains auf.
Der United States Geological Survey kartierte sie anhand eigener Vermessungen und Luftaufnahmen der United States Navy aus den Jahren von 1959 bis 1965. Das Advisory Committee on Antarctic Names benannte diese Formation 1970 nach Rafael Favela Jr., Geräteverantwortlicher auf der Byrd-Station im antarktischen Winter 1967.